# Trichorhina zimapanensis
Trichorhina zimapanensis is een pissebed uit de familie Platyarthridae. De wetenschappelijke naam van de soort is voor het eerst geldig gepubliceerd in 1960 door Stanley B. Mulaik.